# جرمی ری تیلور
جرمی ریموند تیلور (به انگلیسی: Jeremy Raymond Taylor، زادهٔ ۲ ژوئن ۲۰۰۳) یک هنرپیشه آمریکایی است که برای بازی در فیلم آن برگرفته از رمان آن از استیون کینگ شناخته شده‌است. او در آن: بخش دوم و همچنین در نقش سانی کوئین در مورمور۲: هالووین جن‌زده بازی کرده‌است.

## اوایل زندگی
تیلور در بلاف سیتی، تنسی، کوچکترین پسر از چهار پسر مایکل تیلور بزرگ شد. او با مادرش به سفر رفت و شخصیتی در صحنه ساخت که خانواده اش را مجذوب خود کرد. در هشت سالگی با یک مدیر استعدادیابی قرارداد امضا کرد و حرفه بازیگری خود را آغاز کرد.

## فیلم‌شناسی

### فیلم
| سال  | عنوان                      | نقش               | یادداشت        |
| ---- | -------------------------- | ----------------- | -------------- |
| ۲۰۱۳ | ۴۲                         | پسر               |                |
| ۲۰۱۵ | مرد مورچه‌ای                | گردن کلفت         | بی‌اعتبار       |
| ۲۰۱۵ | آلوین و سمورچه‌ها: جاده چیپ | بچه               |                |
| ۲۰۱۵ | تاریخ ما                   | کریس جوان         | فیلم تلویزیونی |
| ۲۰۱۷ | آن                         | بنجامین/بن هنسکوم |                |
| ۲۰۱۷ | طوفان جهانی                | امت               | بی‌اعتبار       |
| ۲۰۱۸ | مورمور۲: هالووین جن‌زده     | سانی کویین        |                |
| ۲۰۱۹ | آن: بخش دوم                | جوانی بن هانسکام  |                |
| TBA  | سال ارشد                   |                   | پس تولید       |

### تلویزیون
| سال  | عنوان                      | نقش         | یادداشت                                 |
| ---- | -------------------------- | ----------- | --------------------------------------- |
| ۲۰۱۱ | نی بین خطوط                | آلبرت       | قسمت: "C" ساکت است"                     |
| ۲۰۱۶ | رفتار خوب                  | بچه دیگه    | قسمت: "ما وانمود می‌کنیم که گیر کرده‌ایم" |
| ۲۰۱۸ | جیمز کوردن بعدی جیمز کوردن | خودش        | ۵ قسمت                                  |
| ۲۰۱۹ | مدرسه                      | نی          | قسمت: "تاماگوچی و بلز"                  |
| ۲۰۱۹ | آیا از تاریکی هراس دارید؟  | گراهام ریمی | ۳ قسمت                                  |
| ۲۰۲۱ | آسمان بزرگ                 | بریگر       | ۲ قسمت                                  |